# 康氏擬杜父魚
康氏擬杜父魚，為輻鰭魚綱鮋形目杜父魚亞目隱棘杜父魚科的其中一種，為深海魚類，分布於東北大西洋挪威海域，棲息深度300公尺，棲息在底層水域，生活習性不明。

## 扩展阅读
維基物種上的相關：康氏擬杜父魚